# Cimetière Sud de Saint-Mandé
Pour les articles homonymes, voir Cimetière de Saint-Mandé.
Le cimetière Sud de Saint-Mandé est un cimetière parisien situé au 25, rue du Général-Archinard entre l'avenue du Général-Messimy et le boulevard périphérique dans le quartier de Bel-Air du 12e arrondissement de Paris. Il est historiquement rattaché, et dépend encore aujourd'hui, de la commune de Saint-Mandé située au-delà du boulevard périphérique. Le cimetière s'étend sur 3,03 hectares et accueille environ 4 000 à 5 000 concessions.

## Accès
Le cimetière Sud de Saint-Mandé est accessible à proximité par la ligne de métro 8 à la station Porte Dorée ainsi que par la ligne 3a du tramway à la station Montempoivre.

## Historique
Historiquement, il s'agit du second cimetière de la ville de Saint-Mandé créé lors de la saturation du cimetière nord situé aux confins de la commune avec celle de Montreuil-sous-Bois. Il est ouvert en 1878 par la ville de Saint-Mandé et se situe sur le territoire historique de Saint-Mandé, avant son annexion en 1863 par la ville de Paris, en bordure de l'enceinte de Thiers. Agrandi à nouveau en 1886, son terrain est racheté en 1929 à Paris par sa commune historique et dépend dès lors d'elle dans sa gestion.
Deux monuments sont remarquables dans ce cimetière. Le premier, élevé par la Compagnie des chemins de fer de l'Est est dédié aux 44 victimes de l'accident ferroviaire du 26 juillet 1891 qui eut lieu en gare de Saint-Mandé ; le second est un mémorial militaire accueillant, depuis 1974, les corps de 791 soldats morts pour la France, à l'hôpital Bégin, au cours de différents conflits du XXe siècle.

## Personnalités inhumées

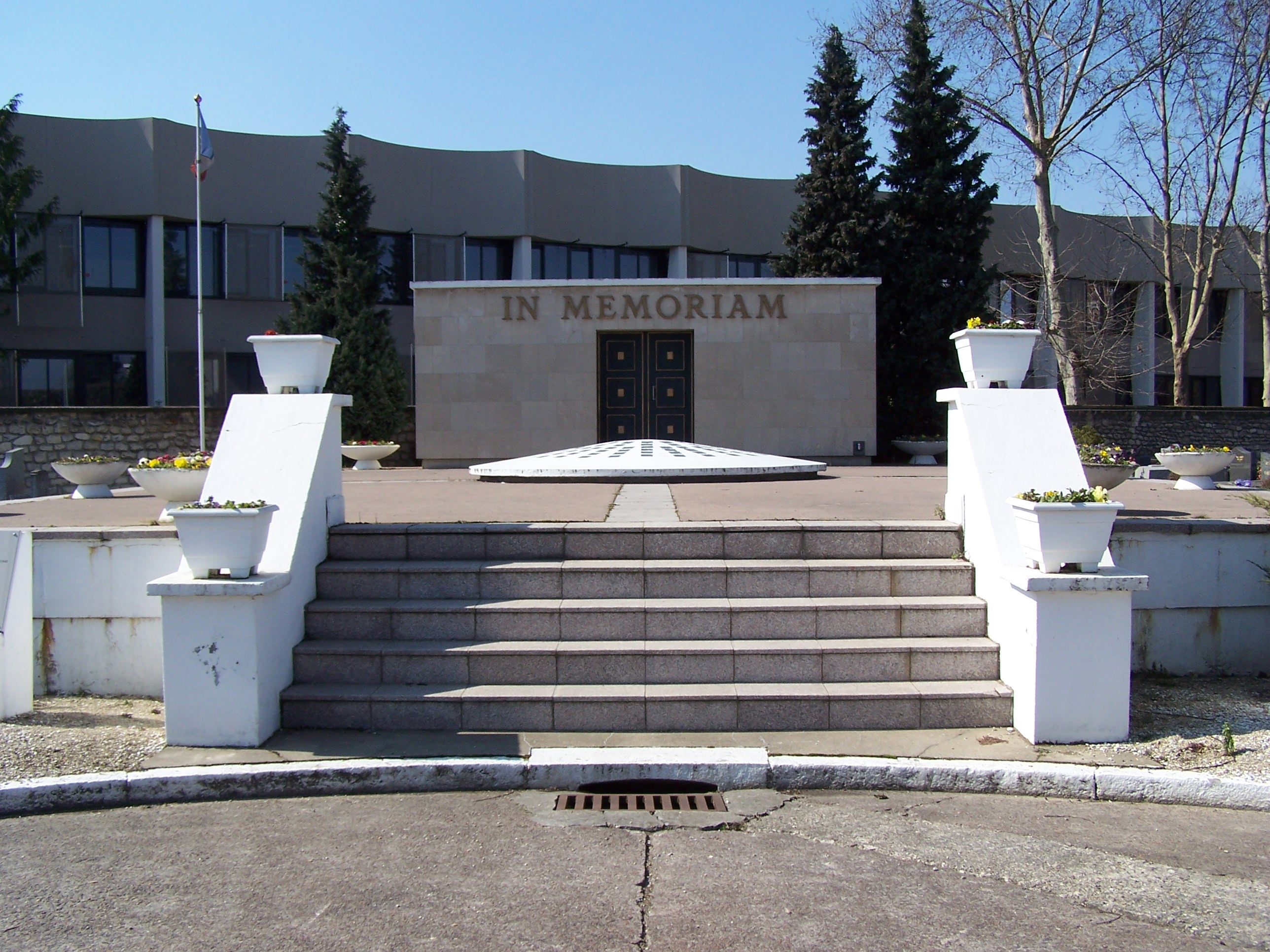
Mémorial des soldats français

Parmi les personnalités enterrées dans le cimetière se trouvent, :
| Nom                            | Métier                                  | Photo |
| ------------------------------ | --------------------------------------- | ----- |
| Juliette Benzoni (1920-2016)   | romancière                              |       |
| Jean Bertaud (1898-1987)       | maire de Saint-Mandé                    |       |
| Jeanne-Marie Darré (1905-1999) | pianiste                                |       |
| Calixte Delmas (1906-1927)     | lutteur                                 |       |
| Marcel Espiau (1899-1971)      | journaliste                             |       |
| André Gerberon (1905-1961)     | résistant et compagnon de la Libération |       |
| Alfred Grévin (1827-1892)      | sculpteur                               |       |
| Jean-Pierre Lamy (1945-1970)   | comédien                                |       |
| Camille Mège (1878-1958)       | maire de Saint-Mandé                    |       |
| Jules Moinaux (1815-1895)      | écrivain (père de Georges Courteline)   |       |
| Fernand Oubradous (1903-1986)  | compositeur                             |       |
| Paulus (1845-1908)             | chanteur de café-concert                |       |
| José Pierre (1927-1999)        | écrivain                                |       |
| Albert Rischmann (1839-1919)   | maire de Saint-Mandé                    |       |
| Charles Rigoulot (1903-1967)   | haltérophile et coureur automobile      |       |
| Alexandre Tansman (1897-1986)  | musicien et compositeur                 |       |
| Martin Teichner (1924-1992)    | , comédien                              |       |
| André Versini (1923-1966)      | comédien                                |       |
| Robert-André Vivien            | député et maire de Saint-Mandé          |       |
| Arlette Thomas (1927-2015)     | comédienne                              |       |